# Castillo de Clavijo
El Castillo de Clavijo es una fortificación medieval situada en la localidad española de Clavijo, La Rioja. El castillo data del siglo XI y se encuentra ubicado en el escarpe de la formación rocosa colindante con la localidad. Es conocido por haberse disputado en los alrededores la Batalla de Clavijo, en la que apareció legendariamente el apóstol Santiago. 

## Historia
Se cree que el castillo fue construido con anterioridad al siglo X, aunque no se sabe con exactitud si la autoría es cristiana o musulmana. Según el arquitecto Julio Sabrás Farias, de los restos que quedan actualmente, la torre del homenaje es posterior a las murallas colindantes. Afirma de ese modo que posiblemente, el torreón principal sea obra de los musulmanes en el siglo IX y el resto de la muralla del primer tercio del siglo X.
Sin embargo, por lo que más es reconocida esta fortificación es por haberse librado a los pies de la roca la Batalla de Clavijo. Se trató de un enfrentamiento entre las tropas de Ramiro I de Asturias, capitaneadas por Sancho Fernández de Tejada, y las tropas de Abderramán II, durante el periodo de la Reconquista.

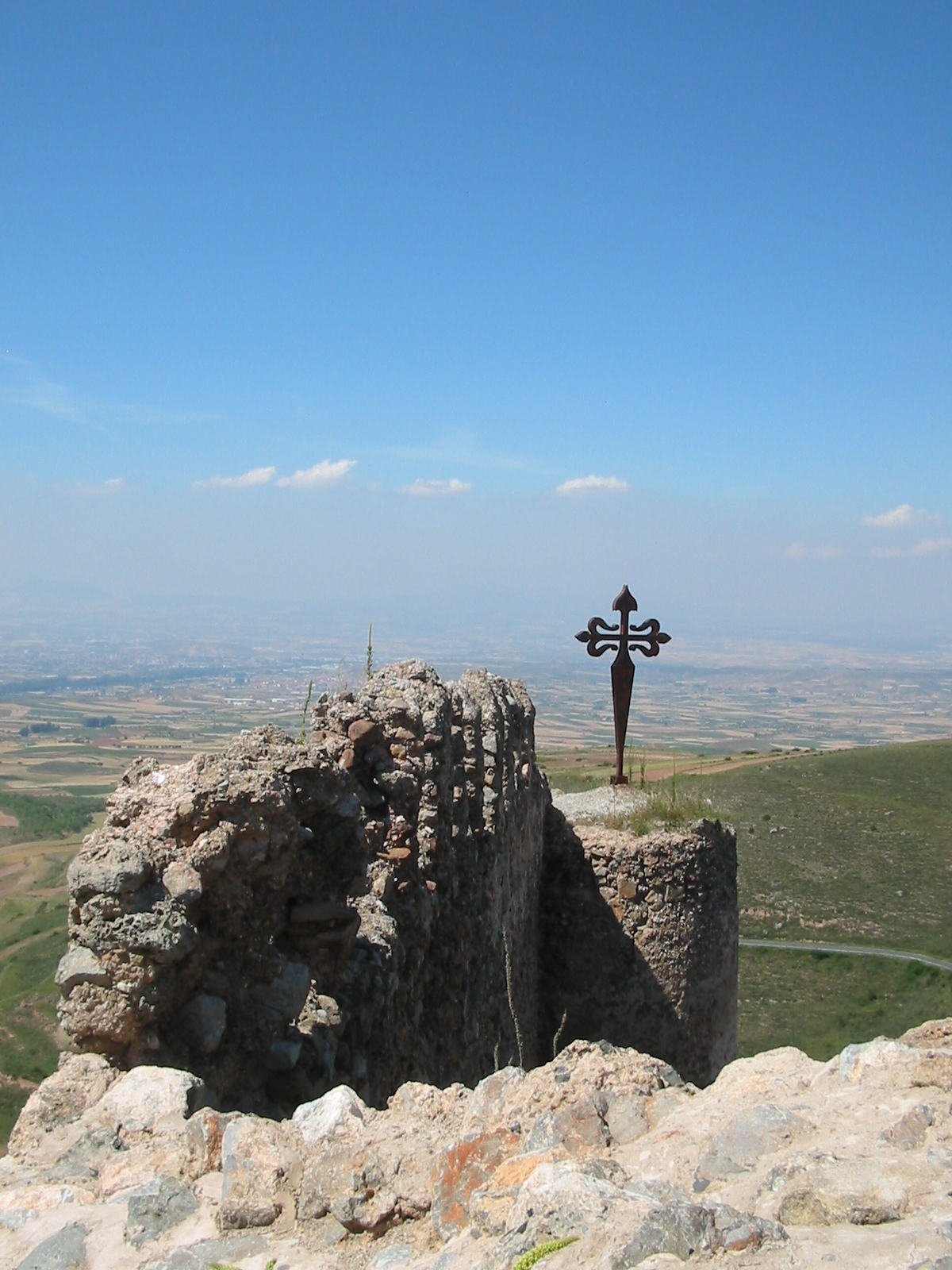
La cruz de Santiago sobre la muralla

El conflicto se desató por la negativa por parte del rey de Asturias de seguir pagando tributos e impuestos a los emires árabes del resto de la Península, tras lo cual un ejército comandado por Sancho de Tejada irían en busca de los musulmanes. No obstante, a la altura de Nalda y Albelda, dos pueblos actuales de La Rioja, se encontrarían rodeados del enemigo, obligándolos a refugiarse en el Monte Laturce de Clavijo. Al día siguiente, la historia cuenta que el propio apóstol Santiago los protegió y ayudó para que obtuviesen la victoria. Hoy en día se la considera una batalla legendaria, pues no se tuvieron pruebas de los acontecimientos hasta siglos posteriores y porque sirve de justificación en relación con el Voto de Santiago, supuestamente establecido por Ramiro I después del conflicto.

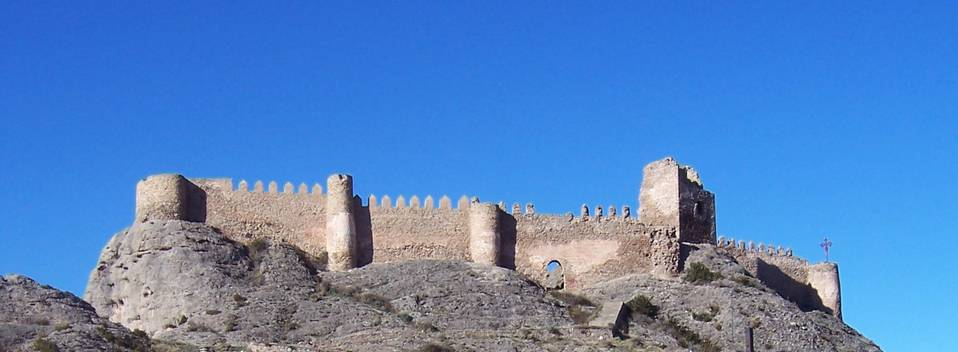
Vista desde el pueblo

## Descripción
El material fundamental es la piedra, ejecutada en forma de mampostería alrededor del edificio completo. La piedra apenas se encuentra trabajada y ha sido extraída de rocas de los alrededores.
La planta del castillo es de forma alargada y se adapta al cerro en el que se encuentra. Brindaba protección mediante una muralla que se extendía por toda la formación rocosa y rodeaba al pueblo de Clavijo. Se puede acceder por un camino empinado en el lado de la roca que da de cara al pueblo. Junto a la puerta de acceso a la fortificación, rematada con un arco de herradura, se encuentra la torre del homenaje, la cual se encuentra muy deteriorada. Cerca de la torre, se dividían las demás estancias, incluido un patio y un pequeño habitáculo.
En la actualidad, el castillo es posesión del Gobierno de La Rioja.